# 795 Fini
795 Fini
795 Fini là một tiểu hành tinh ở vành đai chính. Nó được Johann Palisa phát hiện ngày 26.9.1914 ở Viên, và được đặt theo tên Fini, từ rút gọn theo hậu tố của Josefine, tên họ của phụ nữ Đức/Áo.